# Terre-Neuve (Nouvelle-France)
Ne doit pas être confondu avec Colonie de Terre-Neuve.
1655–1713
Entités précédentes :
- Colonie de Terre-Neuve

Entités suivantes :
- Colonie de Terre-Neuve
- Colonie de Saint-Pierre (1713–1763)
- Côte française de Terre-Neuve (1713–1904)

Terre-Neuve était l'une des colonies du territoire français de la Nouvelle-France. Au XVIIe siècle, l'île est partagée entre deux puissances : l'Angleterre et la France. La France y possédait quelques territoires autour de la ville de Plaisance sous l'égide de la Nouvelle-France. Dès le XVe siècle, les Grands Bancs sont exploités, principalement pour la morue de l'Atlantique par des pêcheurs européens de diverses nationalités, parmi lesquels de nombreux Français :
- des Bretons venant de Paimpol et de Saint-Malo ;
- des Normands venant de Barfleur et de Dieppe ;
- un nombre important de Basques.

On estime qu'en 1530, 50 navires européens pêchent la morue. 

Les armateurs français contestent la possession de l'île par les Anglais, et à la faveur de la guerre en 1658 entre la France et l'Angleterre les Français installent une vaste concession autour de Plaisance. L'influence des Français grandira, puisqu'en 1655 ceux-ci sont installés sur plus de la moitié des côtes de Terre-Neuve. En 1663, la France exerce sa souveraineté du Cap Race (sud-est) au Cap Ray (sud-ouest).

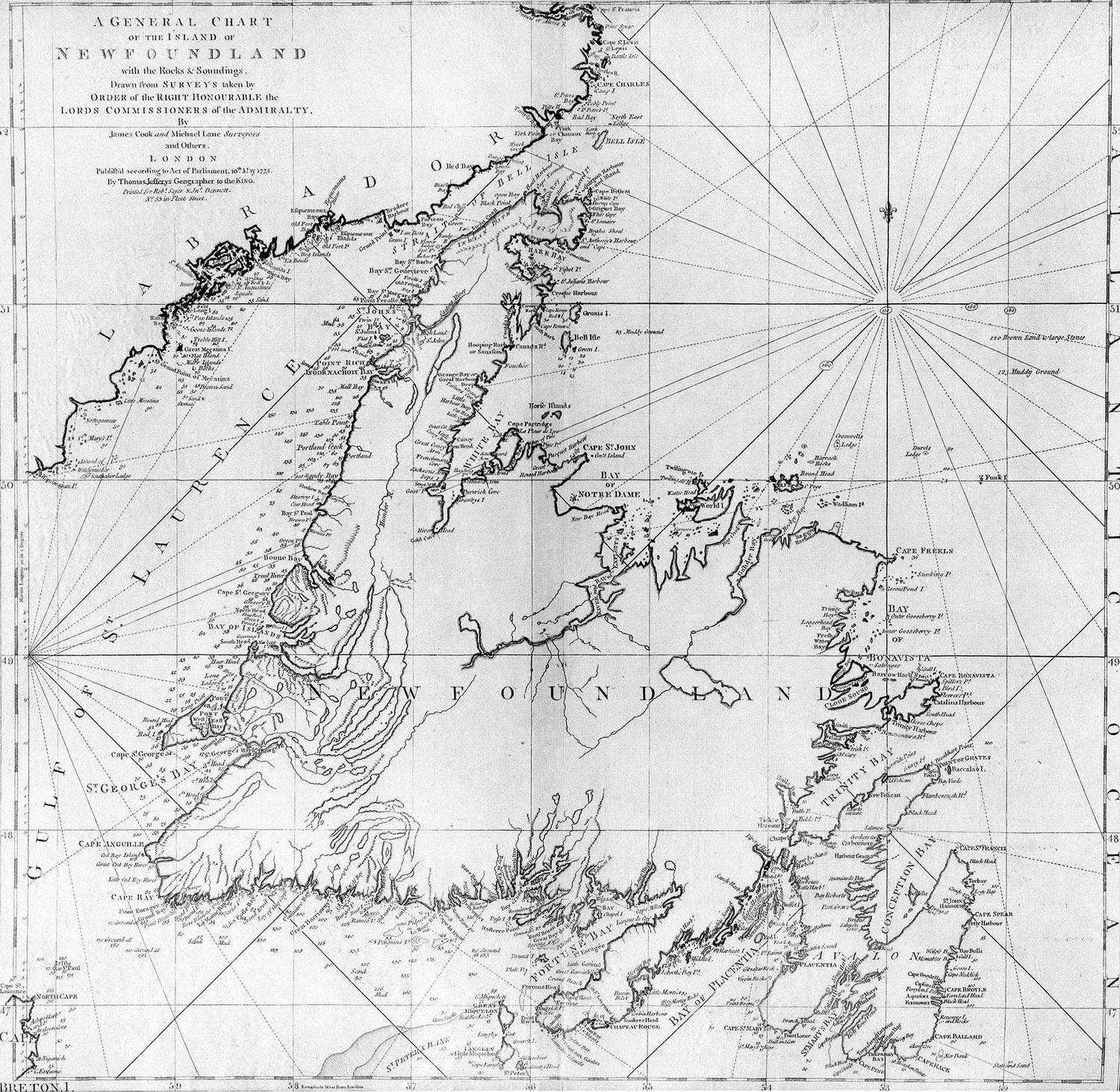
Levé des côtes de Terre-Neuve par James Cook (1775)

## Le port de Plaisance
La rade de ce port est utilisée dès le XVIe siècle comme centre saisonnier des opérations de pêche, ensuite la ville restera le centre principal d'activité pour les pêcheries françaises de Terre-Neuve. Une colonie se développera autour de Plaisance.
Louis XIV décide de faire fortifier la ville, sa défense est assurée par plusieurs forts:
- Le Fort de Plaisance en 1662
- Le Fort Royal en 1687
- Le Fort Saint-Louis construit en 1690

Des garnisons de soldats ainsi que des canons sont maintenus dans la ville.
La population de Plaisance ne cesse d'évoluer:
- On peut estimer la population de Plaisance en 1663 à 200 soldats, colons et pêcheurs.
- Au recensement de 1687, on compte 36 familles, ainsi que 488 engagés sur les territoires sous domination française, dont 256 personnes à Plaisance.
- Après le saccage de Plaisance par les Anglais en 1690, la ville ne compte plus que 150 Français.

## Gouverneurs français
Les territoires français de Terre-Neuve sont gérés par le gouverneur de Plaisance:

## Les attaques anglaises
En 1690, le port de Plaisance est saccagé par des flibustiers anglais, dans le contexte de la guerre de la Ligue d'Augsbourg entre l'Angleterre et la France. Le 24 août 1691, une nouvelle attaque anglaise est lancée contre Plaisance, celle-ci échoue. Le gouverneur François de Brouillan lance une contre-attaque contre les établissements anglais de l'île, et les saccage. De nouvelles attaques anglaises ont lieu en 1692 et 1693, ce sont à nouveau des échecs. En 1696, le gouverneur français François de Brouillan attaque Saint-Jean de Terre-Neuve (établissement anglais situé sur la côte nord-est de Terre-Neuve) avec l'aide de Pierre le Moyne envoyé par Frontenac (Gouverneur de la Nouvelle-France). La ville est prise le 30 novembre 1696.

## Les traités

### Traité de Ryswick
Ce traité, signé le 25 septembre 1697 qui met fin à la guerre de la Ligue d'Augsbourg, concerne Terre-Neuve par la signature du traité entre la France et l'Angleterre. En effet, la France conserve l'Acadie et le port de Plaisance, tandis que l'Angleterre conserve l'ensemble de ses établissements de Terre-Neuve.

### Traité d'Utrecht
Ce traité, signé le 11 avril 1713, met fin à la guerre de Succession d'Espagne. Les clauses signées entre la France et l'Angleterre confirment la possession de Terre-Neuve et de la Baie d'Hudson à l'Angleterre. La France doit abandonner ses établissements comme Plaisance qui seront laissées à l'abandon. Les habitants de cette dernière sont déplacés vers l'Île Royale et fonderont Louisbourg la même année. Cependant, la France gardera un droit exclusif de pêche sur la côte française de Terre-Neuve. En 1763, elle parviendra également à récupérer l'archipel de Saint-Pierre-et-Miquelon.